# Bišina
Bišina (cyr. Бишина) – wieś w Bośni i Hercegowinie, w Republice Serbskiej, w gminie Milići. W 2013 roku liczyła 18 mieszkańców.